# Горохово (Рыбинский район)
В Ярославской области ещё четыре деревни с таким названием, в Переславском, Пошехонском и две в Некоузском районах.
Горохово — деревня в Глебовском сельском поселении Рыбинского района Ярославской области.
Деревня расположена на удалении около 1 км на северо-запад от центра сельского поселения села Глебово. Она расположена на высоком (около 15 м) правом берегу Волги (Рыбинское водохранилище), и протянулась между автомобильной дорогой Глебово — Легково и берегом Волги вдоль северного края глубокого оврага, образующего небольшой залив. На противоположном южном краю оврага деревня Захарино. Севернее, ниже по Волге на удалении около 1 км деревня Мостово.
Деревня Горохова указана на плане Генерального межевания Рыбинского уезда 1792 года. На плане ручей, текущий по оврагу, назван Гороховским.
На 1 января 2007 года в деревне числилось 9 постоянных жителей. Деревня активно используется для дачного отдыха. Деревню обслуживает почтовое отделение Глебово, по почтовым данным в деревне 52 дома, названий улиц нет.